# Motobu Chōyū
Motobu Chōyū (本部朝勇), född i Akahira by Shuri, Okinawa 1857 och död i Shuri 1928, var en karatemästare inom Shuri-te och äldre bror till den mer inflytelserike  Motobu Chōki.